# Rădășeni
Rădășeni es una comuna ubicada en el distrito de Suceava, Rumania.

## Superficie
Posee una superficie de 40,86 kilómetros cuadrados.

## Demografía
Hasta 2021 la población era de 3508 habitantes, con una densidad de población de 85,85 habitantes por kilómetro cuadrado.